# مزگت
مَزگَت واژه‌ای ایرانی به معنی مسجد است و ریشهٔ آن پارسی باستان مزکد از مزداکده است.منظور از مز در مزکد یا مزگت  همان خدا و کد به معنی خانه ست. 
این واژه هم اکنون در زبان کردی با گویش مزگت و مزگوت به معنای مسجد بکار می رود. 
معادل این واژه در آرامی هخامنشی، سریانی و مندائی مَسْگداء است، و از آرامی وارد زبان عربی شده است. و سپس به قرآن راه یافته است.
در زبان پهلوی به مسجد ، مزگت یا مِزگوت گفته می‌شود 
در انگلیسی نیز Mosque و در ارمنی Maskit باز هم ریشه در مَزگِت دارد.
هنوز برخی از مسجدهای کهن ایران با نام مزگت نامیده می‌شود مانند «ایسپیه مزگت» (مسجد سپید) در گیلان «دزگامزگت» مازندران و در تمامی مناطق کردنشین مانند مزگت طوبی خانم.

## نخستین ترجمه‌های قرآن
به گزارش فرهنگنامه قرآنی در بسیاری از برگردن‌های نخستین قرآن به فارسی، این واژه به همان مزگت برگشته است.

## در رامسر
در روستاهای رامسر چون گذشته این واژه هنوز به معنای مسجد به کار می‌رود. در جواهرده مسجدی قدیمی را به نام مزگت می‌نامند. مسجد آدینه نیز که مسجد تاریخی و کهن است به این نام خوانده شده‌است. گویا پیش از اسلام در این مکان نیایشگاه آناهیتا بوده‌است و پس از اسلام به نام مسجد تبدیل و به مزگت آدینه معروف شده‌است. گورهای بزرگ زرتشتیان در پیرامون آن خود دلیل بر این است که در گذشته و دوره‌های مختلف این مکان به عنوان معبد و نیز آتشکده زرتشتی مورد توجه بوده‌است.
در بخشی دیگر از جواهرده رامسر که در کنار چکاد سماموس است مسجدی بود که مردمان آن را به عنوان مزگت مزگتا می‌خواندند و در توصیف آن آمده‌است: مسجد بزرگ و جامع.

## در ادبیات فارسی
| میر چه گوئی که بر تو بر در مزگت، |  | ای شده گم ره، به دوخته‌است به مسمار؟ |

| گرچه داری امروز روزه فردا باز. |  | نماز کرده ز مزگت بکاخ بنده خرام |